# 佐野郵便局
佐野郵便局（さのゆうびんきょく）
- 栃木県佐野市にある郵便局。本記事にて記述する。
- 石川県能美市にある郵便局。局番号は31109。
- 兵庫県淡路市にある郵便局。局番号は43093。
- 徳島県三好市にある郵便局。局番号は62131。

佐野簡易郵便局（さのかんいゆうびんきょく）
- 島根県浜田市にある簡易郵便局。局番号は53727。

佐野郵便局（さのゆうびんきょく）は栃木県佐野市にある郵便局。民営化前の分類では集配普通郵便局であった。

## 概要
住所：〒327-8799 栃木県佐野市浅沼町410-1

## 沿革
- 1872年8月4日（明治5年7月1日） - 天明（てんみょう）郵便取扱所として開設[1]。
- 1873年（明治6年） - 天明郵便役所となる。
- 1875年（明治8年）1月1日 - 天明郵便局（三等）となる。同年、為替取扱を開始。
- 1876年（明治9年） - 佐野郵便局に改称。
- 1878年（明治11年） - 貯金取扱を開始。
- 1889年（明治22年）2月16日 - 佐野郵便電信局となる。
- 1903年（明治36年）4月1日 - 通信官署官制の施行に伴い、佐野郵便局となる。
- 1977年（昭和52年）11月14日 - 佐野市万町から同市浅沼町に移転[2]。
- 1999年（平成11年） - 外国通貨の両替および旅行小切手の売買に関する業務取扱を開始。
- 2006年（平成18年）10月23日 - 赤見郵便局、飛駒（ひこま）郵便局、田沼郵便局からそれぞれ「327-01xx」「327-0231」「327-03xx」区域の集配業務を移管[3]。
- 2007年（平成19年）10月1日 - 民営化に伴い、併設された郵便事業佐野支店に一部業務を移管。
- 2012年（平成24年）10月1日 - 日本郵便株式会社発足に伴い、郵便事業佐野支店を佐野郵便局に統合。

## 取扱内容
- 郵便、印紙、ゆうパック、内容証明
- 貯金、為替、振替、振込、国際送金、外貨両替・トラベラーズチェック、国債、投資信託
- 生命保険、バイク自賠責保険、自動車保険、変額年金保険、がん保険、引受条件緩和型医療保険
- ゆうちょ銀行ATM
- 「327-00xx」「327-01xx」「327-08xx」区域（佐野市（合併以前からの佐野市域））、「327-0231」「327-03xx」区域（佐野市（旧安蘇郡田沼町域））の集配業務
- ゆうゆう窓口

## 風景印
- 図案は「万葉歌碑」「カタクリの花」「三毳山」
- 使用開始日は1989年（平成元年）8月4日

### 過去の風景印
- 1949年（昭和24年）11月28日 - 1989年（平成元年）8月3日
  - 図案は「釣鐘」「秋山川」「布晒」「俵藤太秀郷城址」

## 周辺
- 佐野市消防本部・佐野市東消防署
- 佐野市文化会館
- 佐野工業団地
- 栃木県立佐野女子高等学校
- ロックタウン佐野
- 日光例幣使街道

## アクセス
- JR両毛線・東武佐野線 佐野駅から徒歩約21分
- 駐車場あり：24台